# Iraks provinser
Iraks provinser (muhafazat) blev etableret i 1976, og landet var inddelt i 18 provinser. Fra 2014 blev Halabja udskilt af As-Sulaymāniyyah og blev dermed Iraks 19. provins.
| - 1. Baghdād (بغداد) - 2. Salāh ad-Dīn (صلاح الدين) - 3. Diyālā (ديالى) - 4. Wāsit (واسط) - 5. Maysān (ميسان) - 6. Al-Basrah (البصرة) - 7. Dhī Qār (ذي قار) - 8. Al-Muthannā (المثنى) - 9. Al-Qādisiyyah (القادسية) | - 10. Bābil (بابل) - 11. Al-Karbalā' (كربلاء) - 12. An-Najaf (النجف) - 13. Al-Anbar (الأنبار) - 14. Nīnawā (نينوى) - 15. Dahūk (دهوك) - 16. Arbīl (أربيل) - 17. Kirkuk (التاميم) - 18. As-Sulaymāniyyah (السليمانية) - # Halabja |